# Slag bij Wijnhuize

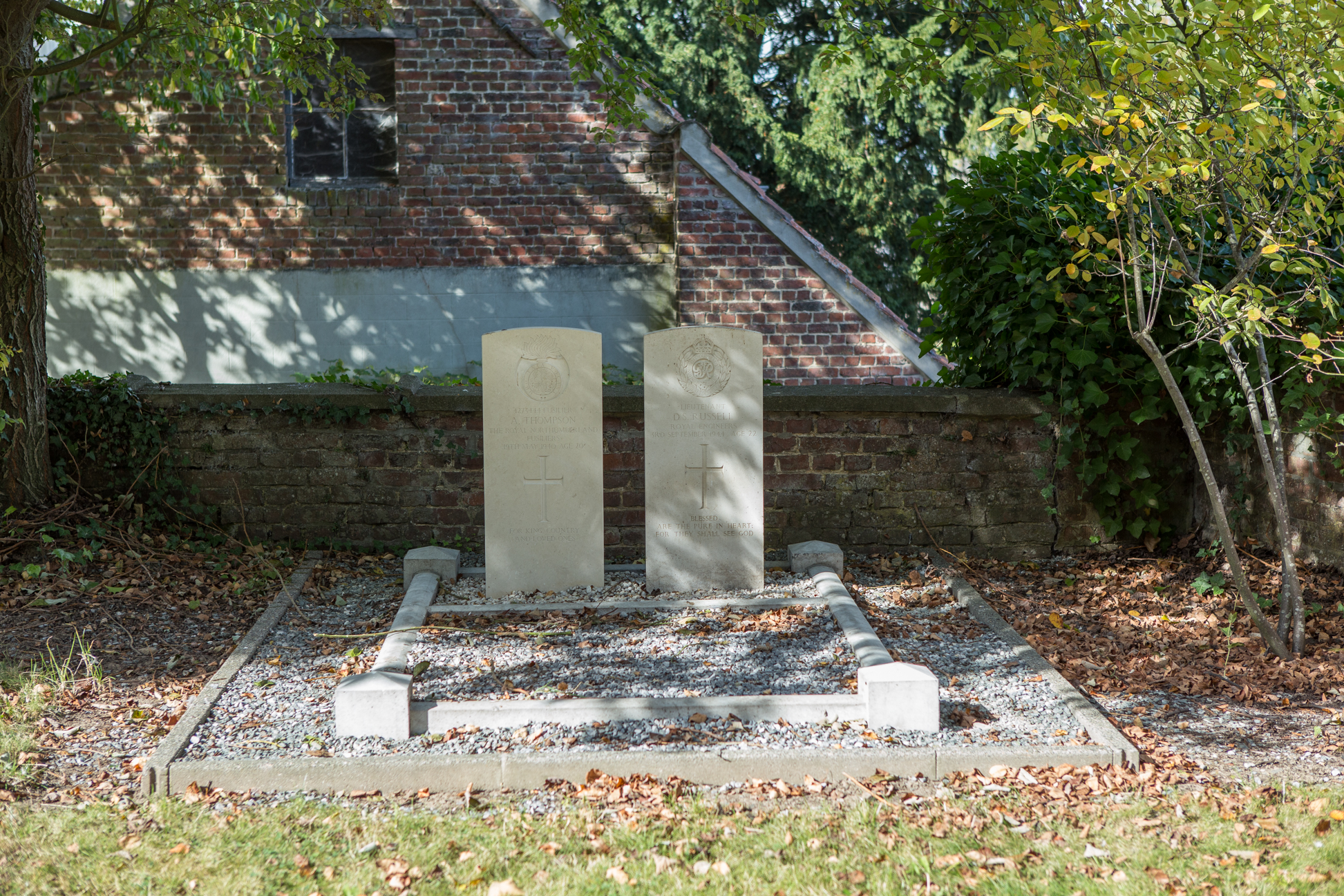
Britse oorlogsgraven van Sint-Lievens-Esse, met onder andere de Engelse luitenant D.S. Russell die omkwam bij Wijnhuize

De Slag bij Wijnhuize of Slag bij 't Schipken was een militair treffen aan het einde van de Tweede Wereldoorlog op 3 september 1944 bij het kruispunt Het Schipken van de Schipstraat en de Gentweg op de grens van Steenhuize-Wijnhuize en Sint-Lievens-Esse (Herzele). 
Een Engelse tankcolonne kwam vanuit Oudenaarde via Zottegem langs de Langestraat, Gentweg en reed dus bij de bevrijding in Wijnhuize de Schipstraat in om er halt te houden. De oprukkende geallieerde colonne was erg zenuwachtig, omdat er al contact met de Duitsers was geweest tijdens het treffen bij de Luchtbal in Zottegem. De terugtrekkende Duitsers hadden na het treffen bij de Luchtbal via Erwetegem, de Assestraat en de Gentweg koers gezet naar Gent. Ze naderden dus ook kruispunt 't Schipken, maar vanuit de tegenovergestelde richting als de Engelsen. De beide partijen kenden elkaars traject niet. Burger Alfons Hendrickx rende haastig de straat over om de intocht van de Engelsen te kunnen zien, maar een Engelse mitrailleur schatte de plotse beweging van de man verkeerd in en schoot de man neer. De Duitse colonne die op weg was naar Gent interpreteerde de schoten verkeerdelijk als een aanvalsdaad en schoot met een kanon richting 't Schipken. Er werd ongeveer 30 minuten over en weer geschoten. Daarbij vielen enkele zwaargewonden en nog een dode: de 22-jarige Engelse luitenant David Scott Russell. Deze werd begraven op het kerkhof van Sint-Lievens-Esse. Een andere Engelse militair verloor beide benen tijdens de beschieting. Hoeveel Duitse slachtoffers er vielen is onbekend.
Het kruispunt 't Schipken was herleid tot een ruïne. Een Duitse vrachtwagen - beladen met munitie - ramde het huis van de familie De Koker in de Schipstraat. Het huis werd totaal vernield, met uitzondering van een groot kruisbeeld. Dat kruis werd later voor de kerk van Wijnhuize hergebruikt. Het huis van de familie Tuypens brandde ook volledig af. In 1994 werd een monument onthuld voor dit treffen; nadat het bij verbouwingwerken verdween werd in 2011 een nieuw monument ingehuldigd. In 2020 kwam de 'slag bij Wijnhuize' aan bod in het televisieprogramma Ten oorlog: de bevrijding van Vlaanderen van Arnout Hauben. 